# Богічень
Богічень (рум. Boghiceni) — село у Гинчештському районі Молдови. Утворює окрему комуну.

## Населення
За даними перепису населення 2004 року у селі проживали 2860 осіб.
Національний склад населення села:
| Національність       | Кількість осіб | Відсоток     |
| -------------------- | -------------- | ------------ |
| молдавани румуни     | 2783 55        | 97,3 % 1,9 % |
| українці             | 11             | 0,4 %        |
| росіяни              | 6              | 0,2 %        |
| гагаузи              | 1              | < 0,1 %      |
| цигани               | 1              | < 0,1 %      |
| інша / без відповіді | 3              | 0,1 %        |
| Всього               | 2860           | 100 %        |

## Люди
В селі народився Унгурян Петро Миколайович (1894—1975) — молдавський радянський вчений в галузі виноробства, член-кореспондент АН Молдавської РСР, Герой Соціалістичної Праці.